# Jaap Burger
Jacob Albertus Wilhelmus (Jaap) Burger (Willemstad (Noord-Brabant), 20 augustus 1904 – Wassenaar, 19 augustus 1986) was een PvdA-voorman in het tijdperk-Drees.

## Oorlogsjaren
Burger was advocaat in Dordrecht. Hij werd Engelandvaarder om in Londen zijn onvrede te uiten over het gebrek aan ondersteuning door Radio Oranje. In de beginjaren van WO II hield Jaap Burger een dagboek bij, hij deed dat in de vorm van brieven aan zijn neef Bram die in 1940 als stuurman van een olietanker gestationeerd was op Curaçao. Ondanks het risico van ontdekking van dit dagboek en de gevolgen daarvan, schreef hij ook over zijn kritiek op de Duitse bezetter en de collaboratie door NSB'ers. De moffen maken tegenwoordig kinderjacht op jongens van achttien tot vijfentwintig jaar.
Dat hij gevaar liep om ook een keer opgepakt te worden, bijvoorbeeld als gijzelaar, daarvan was Burger zich bewust: Ik ben er trouwens volkomen op berekend en pech uitgesloten, hebben ze me zo gauw nog niet. We hebben er zelfs een speciaal belsysteem voor laten maken, dus geen dilettantisme. Maar je kunt nooit weten, als het getal werkelijk zo groot wordt, zou ik er haast noodzakelijkerwijs onder moeten vallen.
Burger dacht dat zijn werk voor de vrijheid in Engeland beter tot zijn recht zou komen, dan in bezet gebied. Daartoe kocht hij in de zomer van 1942 in Sliedrecht een vissersboot, maar toen hij ging proefzeilen, bleek dat de boot niet zeewaardig was. Kennelijk had hij daarna de moed opgegeven om te kunnen ontsnappen, want 13 februari 1943 schreef hij in zijn dagboekbrieven: De kans om naar Engeland te komen is wel minimaal geworden. Kort daarna werd Burger bezocht door Anton Schrader en Dirk Boonstoppel, een boer uit de Dordtse Biesbosch. Schrader zocht nog een stuurman voor een Engelandvaart.

### Tocht naar Engeland
Burger had vanwege zijn zeilervaring goede kennis van de Zuid-Hollandse en Zeeuwse wateren, daarom werd hem in 1943 gevraagd om een tiental onderduikers naar Engeland te brengen. Op de Van Ravesteijnwerf in Leidschendam was een motorbootje zeewaardig gemaakt voor deze riskante reis. De kosten van aankoop en uitrusting bedroegen 5.000 gulden. Elke opvarende moest naar vermogen een bijdrage leveren in de kosten, Jaap Burger zorgde voor de helft van het aankoopbedrag, een aanhangmotor en een dekzeil. Een paar maanden later was alles gereed voor vertrek, 5 mei werd hij door boer Boonstoppel met een vrachtwagen naar Oud-Beijerland gebracht waar hij door Anton Schrader in contact werd gebracht met zijn reisgenoten. Hun vluchtbootje liep verschillende keren vast en werd een aantal keren beschoten door Duitse patrouilleboten, desondanks werden ze reeds de volgende dag om circa 12.00 uur opgepikt door een Engels konvooi en naar Londen gebracht.
Drie weken later kwam via Radio Oranje het codebericht: De Adelaar heeft elf veertjes verloren. Zo wisten de achterblijvers, familie en kennissen, dat de overtocht geslaagd was. Het was een bont gezelschap dat stuurman Jaap Burger (39 jaar) veilig naar de overkant bracht: Christiaan de Bakker (20 jaar), chauffeur Gerard Bruyne (24 jaar), Pieter Hendrik de Groot (24 jaar), Christiaan Gutteling (20 jaar), ir. Karel de Munter (30 jaar), onderduiker Ben Reynders (19 jaar), Johan Anton Stroeve (21 jaar), de ondergedoken broers Robert (19 jaar) en Willy Weyhenke (22 jaar) en de neergeschoten marconist Mike Mora uit Nieuw-Zeeland
Door toedoen van Koningin Wilhelmina werd hij in 1944 als minister zonder portefeuille opgenomen in het tweede Kabinet-Gerbrandy. Een conflict met Pieter Sjoerds Gerbrandy over de naoorlogse berechting van 'foute' Nederlanders leidde tot zijn aftreden.

## Na de Tweede Wereldoorlog
Na de bevrijding keerde Burger terug naar zijn woonplaats en was van 16 maart 1946 tot 1 juni 1948 in Dordrecht president van een van de negentien tribunalen in Nederland die belast waren met de berechting van collaborateurs. In 1945 was hij voor de SDAP lid van het Nood-parlement en vanaf 1952 als fractievoorzitter naast Drees de voornaamste PvdA-politicus. In 1955 en 1956 was hij succesvol informateur. In het jaar 1958 was hij eveneens voorzitter van het Benelux-parlement. In 1962 verliet hij de Tweede Kamer na kritiek op zijn politieke stijl. Hij werd daarna senator en in 1970 staatsraad. In 1971 was hij schaduw-minister van Defensie in het Schaduwkabinet-Den Uyl. Mede door zijn directe wijze van uitdrukken en doortastende optreden wist hij in 1973 een wig te drijven in het confessionele kamp en werd hij de architect van het kabinet-Den Uyl. Vanaf 1975 was Burger minister van Staat. Behalve PvdA-voorman was hij van 1949 tot 1967 voorzitter van de VARA.
- Bibliothèque nationale de France: cb146078715 (data)
- Biografisch Portaal: 50403187
- Gemeinsame Normdatei: 119287714
- International Standard Name Identifier: 0000 0000 8143 9736
- Library of Congress Control Number: n84188939
- Nederlandse Thesaurus van Auteursnamen: 070290296
- Parlement.com: vg09lkyz2ay0
- Virtual International Authority File: 64257711
- WorldCat: E39PBJgX9mJ67xQdCwQkCgwBfq

Levinus van Looi (1925-1926) · Christiaan van Doorn (1926-1927) · Simon van der Woude (1927-1930) · Arend de Vries (1930-1946) · Klaas de Jonge (wnd, 1946-1949) · Jaap Burger (1949-1966) · Jan Broeksz (1967-1970) · André Kloos (1970-1980) · Albert van den Heuvel (1980-1985) · Marcel van Dam (1986-1995) · Vera Keur (1995-2009) · Cees Korvinus (2009-2011) · Hans Andersson (2011-2013)